# Bobby Nichols
Robert "Bobby" Nichols, född 14 april 1936 i Louisville i Kentucky, är en amerikansk professionell golfspelare.
Efter en svår bilolycka under sin tid på Texas A&M University beslutade sig Nichols för att satsa på golfen. Han blev professionell 1960 och vann elva tävlingar på den amerikanska PGA-touren. 1962 fick han ta emot Ben Hogan Award.
Han vann majortävlingen PGA Championship 1964 på Columbus Country Club i Columbus i Ohio. Han gick de fyra rundorna på 271 slag.
Mellan 1968 och 1980 var han klubbprofessional på Firestone Country Club i Akron i Ohio. I Western Open 1975 träffades Lee Trevino, Jerry Heard och Bobby Nichols av blixten, en händelse som ledde fram till nya säkerhetsåtgärder vid golfspel. Sedan 1986 spelar han på Champions Tour där han har vunnit en tävling, Southwestern Bell Classic 1989. Totalt har han spelat in 1,6 miljoner dollar på Champions Tour.
Han har fått en 9 håls golfbana uppkallad efter sig i Louisville, Bobby Nichols Golf Course.